# Sergey Mihaylov
Sergey Mihaylov (n. 5 martie 1976, Oș, Kârgâzstan) este un boxer ce a reprezentat Uzbekistan, medaliat olimpic. A participat la o ediție a Jocurilor Olimpice (2000) în care a câștigat o medalie de bronz.